# Bomlitz
Bomlitz is een plaats in de Duitse deelstaat Nedersaksen, gelegen in het Landkreis Heidekreis. De voormalige gemeente telt bijna 7.000 inwoners. Naburige steden zijn onder andere Bad Fallingbostel, Bispingen en Munster.
Per 1 januari 2020 is Bomlitz, samen met het aangrenzende Benefeld en nog 6 andere dorpen, een onderdeel van de gemeente Walsrode.
Onder het Ortsteil Benefeld ressorteert o.a. het gehucht Cordingen. Daar staat al sinds de vroege 15e eeuw een watermolen op de beek Warnau. De in 1980 gerestaureerde, zeer schilderachtige, molen is tot in de verre omtrek geliefd als trouwlocatie.

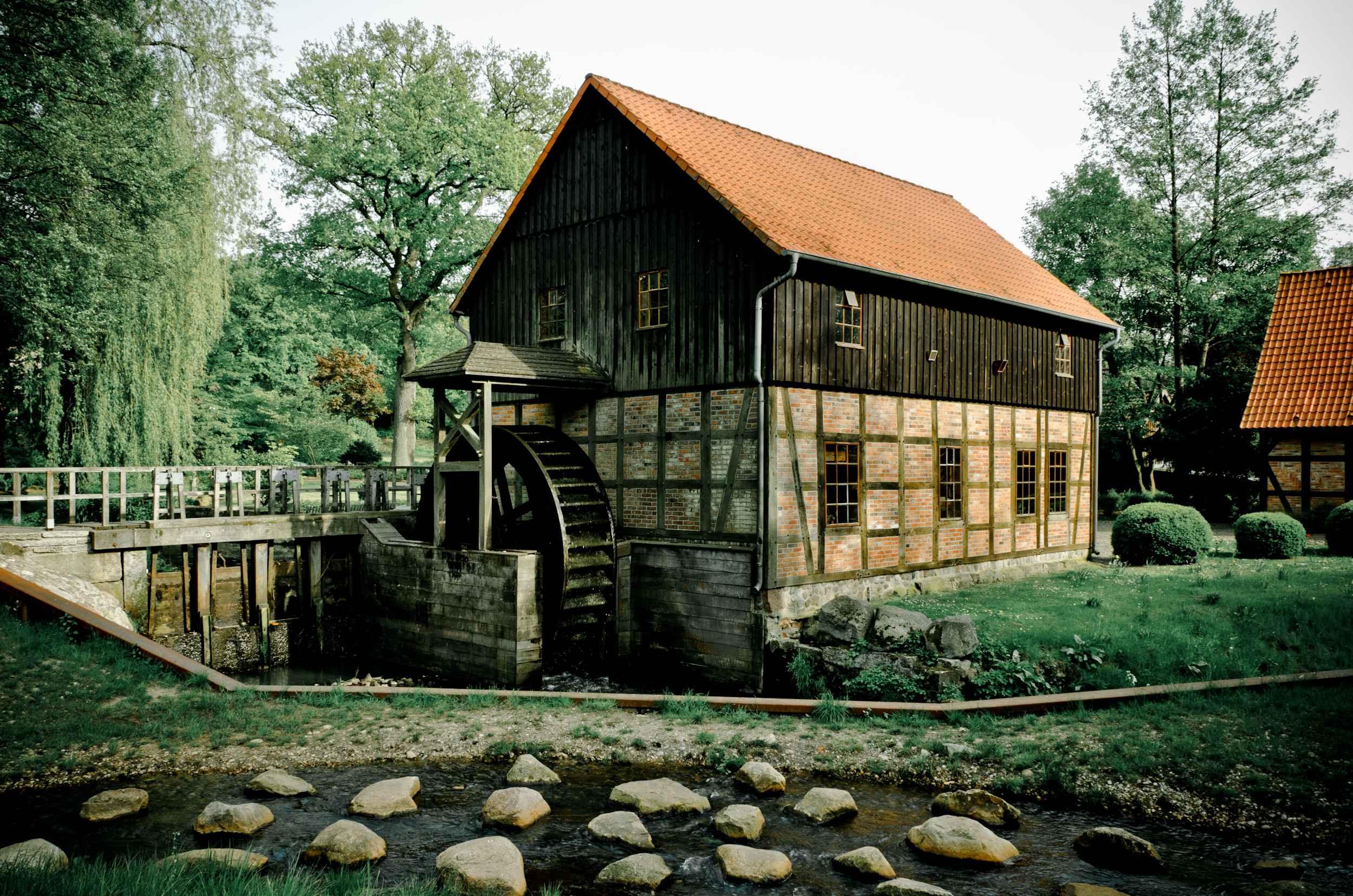
De Cordinger watermolen

## Industriële geschiedenis
In Bomlitz werd in 1815 op de plaats van een in de 18e eeuw failliet gegane papiermolen een fabriek van buskruit en later ook schietkatoen opgericht, die tot aan de Eerste Wereldoorlog als de firma Wolff bekend stond. Na 1918 maakte het bedrijf eerst cellofaan en andere verpakkingsmaterialen en lijm, later weer springstoffen. Ten behoeve van de fabriek, waar al voor de Tweede Wereldoorlog enkele duizenden mensen werkten, werd het dorp Bomlitz sterk uitgebreid. Het kreeg ook een goederenstation. Wolff werd in de Tweede Wereldoorlog een explosieven- en munitiefabriek voor de Wehrmacht, die deels naar een nieuwe locatie op hellend terrein werd verplaatst, om transport van gevaarlijke stoffen heuvelaf mogelijk te maken, hetgeen veiliger was. In 1944 en begin 1945 was bij de gelieerde Eibia-fabriek in de wijk Benefeld  ook een buitenkamp (Außenlager) van het concentratiekamp Bergen-Belsen met 750 vrouwelijke gevangenen, gevestigd. Na de oorlog was in Bomlitz-Benefeld een van de Spruchkammer van de geallieerde bezettingsmacht gevestigd. Spruchkammer waren  beoordelingsrechtbanken, waar werd bepaald, of de Duitsers in het kader van de denazificatieprocedure voor oorlogsmisdaden moesten worden vervolgd.
Na de oorlog werd dit een industrieterrein voor "normale" bedrijven. Wolff werd in 1973 overgenomen door het Bayer-concern en in 2007 door Dow Chemical. De onderneming produceert en ontwikkelt er producten op basis van cellulose voor diverse toepassingen. In de jaren na 1975 is het complex opgesplitst in verschillende bedrijven met verschillende eigenaren. Zo heeft het Finse Wihuri-Wipak (dat een nevenvestiging in Sittard, Nederlands-Limburg heeft) de omvangrijke verpakkingsindustrie te Bomlitz in exploitatie.  De industrie bezat ook eigen, grote boerderijen, en, omdat de grondstof cellulose van naaldbomenhout wordt gemaakt, een eigen productiebos van 230 hectare; dit bos is sinds 1978 overheidseigendom.
Het gehele industriegebied was vanaf 1970 gehaat bij milieuactivisten en natuurliefhebbers, vanwege de grote watervervuiling tot ca. 1975 en ook andere milieubelasting. De industriëlen zorgden echter ook, dat er voor de arbeiders en hun gezinnen voorzieningen kwamen zoals scholen, wegen, telefoon- en elektriciteitsverbindingen. De fabrieken betaalden zeer veel gemeentelijke belastingen, wat de welvaart van de gehele gemeente ook weer ten goede kwam. 

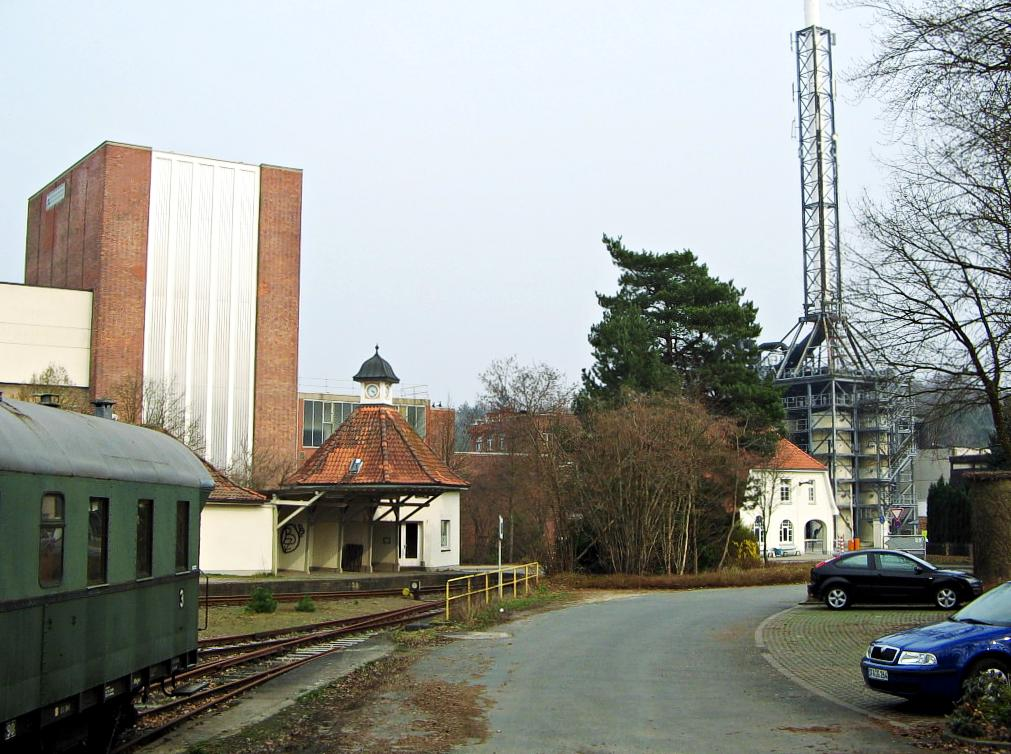
Locatie Altwerk met voormalig spoorwegstation
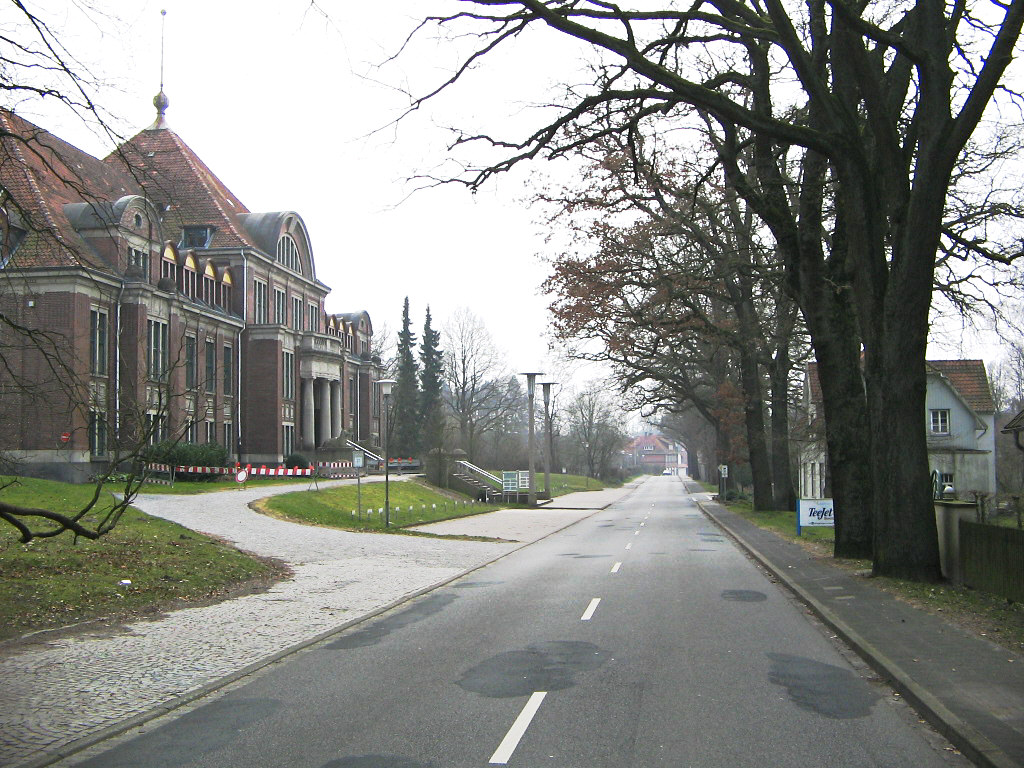
Kantoor- en laboratoriumpand, bouwjaar 1919
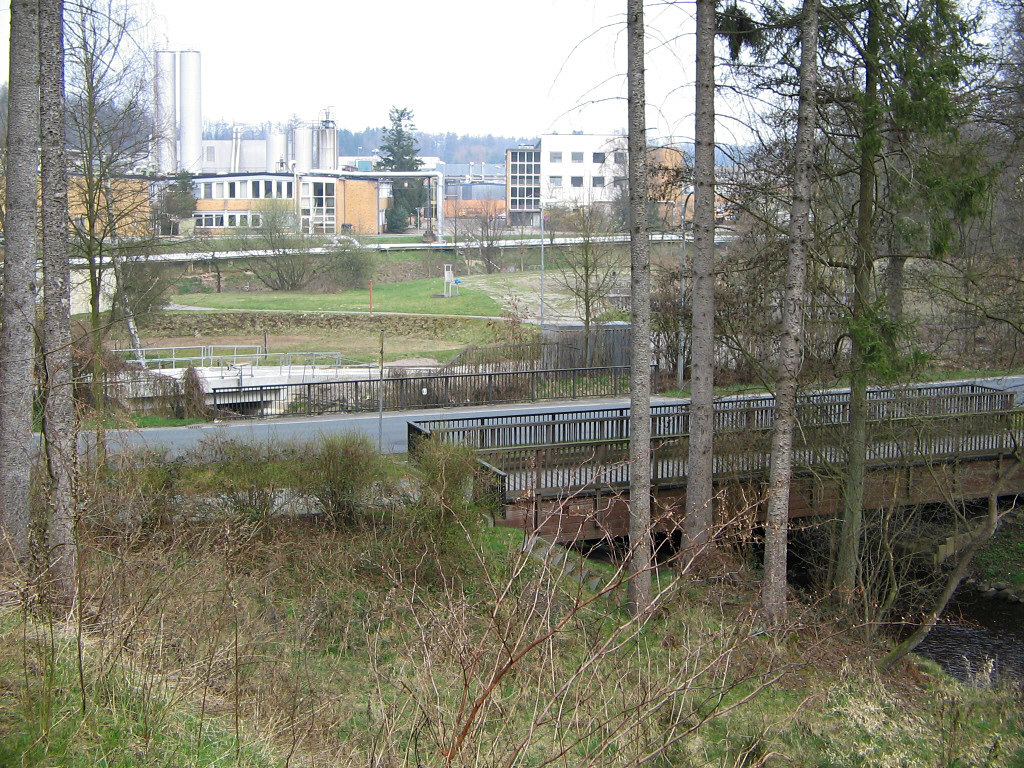
Locatie Kiebitzort met bruggen over de beek Bomlitz

- Gemeinsame Normdatei: 1244219746
- MusicBrainz: d384e9b3-060b-4fcb-a597-9c4563d537fd
- Virtual International Authority File: 245708515

Ahlden · 
Bad Fallingbostel · 
Bispingen · 
Böhme · 
Bomlitz · 
Buchholz · 
Eickeloh · 
Essel · 
Frankenfeld · 
Gilten · 
Grethem · 
Hademstorf · 
Häuslingen · 
Hodenhagen · 
Lindwedel · 
Munster · 
Neuenkirchen · 
Osterheide · 
Rethem (Aller) · 
Schneverdingen · 
Schwarmstedt · 
Soltau · 
Walsrode · 
Wietzendorf